# Chaumont-le-Bois
Chaumont-le-Bois ist eine französische Gemeinde mit 79 Einwohnern (Stand 1. Januar 2022) im Département Côte-d’Or in der Region Bourgogne-Franche-Comté. Sie gehört zum Kanton Châtillon-sur-Seine und zum Arrondissement Montbard.
Nachbargemeinden sind Charrey-sur-Seine im Nordwesten, Autricourt im Norden, Belan-sur-Ource im Nordosten, Mosson im Südosten, Massingy im Süden, Vannaire im Südwesten und Obtrée im Westen.

## Bevölkerungsentwicklung
| Jahr                       | 1962 | 1968 | 1975 | 1982 | 1990 | 1999 | 2008 | 2015 |
| -------------------------- | ---- | ---- | ---- | ---- | ---- | ---- | ---- | ---- |
| Einwohner                  | 109  | 118  | 82   | 68   | 74   | 98   | 87   | 82   |
| Quellen: Cassini und INSEE |      |      |      |      |      |      |      |      |

## Wirtschaft
Die Reben in Chaumont-le-Bois sind Teil des Weinbaugebietes Burgund.

## Weblinks

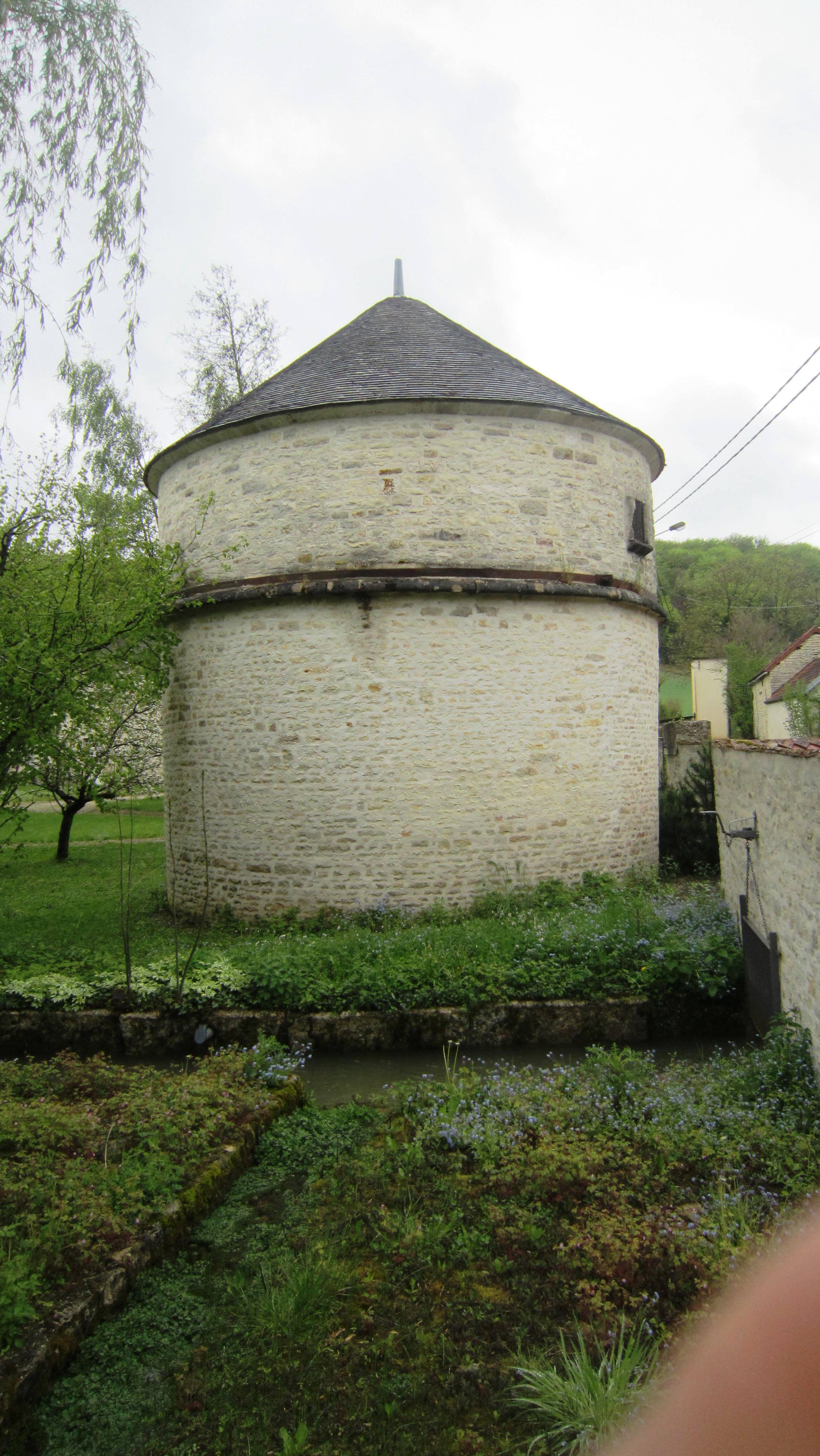
Taubenturm